# Elionor d'Arborea
Elionor d'Arborea o Elionor de Molins de Rei (Sard: Elianora de Arbarèe, Molins de Rei, 1340-Oristany, 1403) va succeir el seu germà Hug III d'Arborea i va apaivagar la revolta republicana que l'havia assassinat el 1383. En plena situació de guerra civil, va aconseguir ser reconeguda jutgessa amb els seus fills Frederic I d'Arborea i Marià V d'Arborea. Va continuar la política d'oposició a la corona d'Aragó iniciada pel seu pare Marià IV, fins que hagué de pactar amb el rei Pere el Cerimoniós.

## Biografia
Nascuda l'any 1340 a Molins de Rei, el seu avi Hug II, jutge d'Arborea i vescomte de Bas-Serra, va comprar la vila de Molins de Rei després de la conquesta de Sardenya. Fou filla del català Marià IV d'Arborea i de la noble catalana de Peralada, Timbora de Rocabertí.
El seu germà Hug III, també nascut a Molins de Rei, fou considerat un tirà i morí assassinat amb la seva filla a mans del seu propi poble a Oristany. Elionor aconseguí que el successor en el poder fos el seu fill menor d'edat, Frederic, i així va assolir el tracte efectiu de reina regent de Sardenya. D'aquesta manera, va finalitzar la dinastia dels Cervera com a jutges d'Arborea substituïda per la dinastia Doria, que era el cognom del marit d'Elionor.
Quan el seu marit Brancaleone Doria era a Barcelona el 1383 per rebre un títol nobiliari, el rei el feu empresonar per servir de moneda de canvi. Finalment, el 31 d'agost del 1386, a Barcelona, Pere III el Cerimoniós signà la concòrdia amb Elionor, el pas definitiu per aconseguir la total pacificació de Sardenya, sota el ceptre dels reis de la corona d'Aragó.
Publicà la Carta de Logu, unes lleis molt avançades en comparació amb les dels regnes europeus de la seva època, noves lleis que regulaven la pagesia i dictaven normes que protegien les dones. La Carta de Logu va estar vigent durant més de 400 anys i va impregnar profundament la cultura d'organització de l'estat sard.
Bella, culta i bona mare són algunes de les qualitats que se li reconeixen a la benvolguda amant dels animals. Gran aficionada a la falconeria, també va establir una llei protegint l'espècie anomenada en el seu honor, el falcó de la reina (Falco eleonorae). Morí a causa de la pesta el mes de juny de l'any 1403 i, suposadament, està enterrada a l'església gòtica de San Gavino Monreale.
La seva vida ha estat la base per al llibret de l'òpera Eleonora d'Arborea, escrit per Giuseppe Dessì i Marco Gagliardo, amb música de Franco Oppo i estrenada el 1986.